# آناتولی روشچین
آناتولی روشچین (روسی: Анатолий Александрович Рощин؛ ۱۰ مارس ۱۹۳۲ – ۵ ژانویه ۲۰۱۶) کشتی‌گیر فرنگی اهل اتحاد جماهیر شوروی سوسیالیستی بود.
وی همچنین برندهٔ جوایزی همچون نشان لنین شده‌است.
وی در مسابقات کشوری و بین‌المللی در مجموع برندهٔ ۵ مدال طلا، ۵ مدال نقره شده‌است.